# Естелі
Естелі (ісп. Estelí) — місто і муніципалітет в північно-західній частині Нікарагуа, адміністративний центр департаменту Естелі.

## Географія
Розташоване приблизно за 150 км на північ від столиці країни, міста Манагуа. Через Естелі проходить Панамериканське шосе.
Абсолютна висота — 856 метрів над рівнем моря. Площа муніципалітету становить 795,7 км.
Завдяки існуючим географічному положенню, клімат в місті залишається м'яким і сприятливим для людей протягом усього року.

## Населення
За даними на 2013 рік чисельність населення міста становить 104 625 осіб.
Динаміка чисельності населення міста по роках:
| 1971   | 1995   | 2000   | 2005   | 2013    |
| ------ | ------ | ------ | ------ | ------- |
| 19 801 | 71 550 | 82 359 | 96 422 | 104 625 |

## Економіка і інфраструктура
Економіка міста ґрунтується на вирощуванні тютюну для виробництва сигар; крім того має місце туризм.
Естелі має у своєму розпорядженні найкращі в країні системами водопроводу та каналізації, які покривають житла майже всього населення міста. Протягом історії в Естелі будувалися 3 злітно-посадкові смуги, проте на сьогоднішній день немає жодної .